# Galanterie
Galanterie (odvozeno z francouzského slova galante = elegantní, statečný) je souhrnné označení pro oděvní doplňky a drobné osobní předměty včetně praktických pomůcek, určené ke společenské prezentaci svého majitele (nositele). Mohou to být reprezentační ozdobné výrobky (ozdobné zboží), často módního designu. Vznik galanterie se datuje do období rokoka, nazývaného Galantní století, ale její komponenty se užívaly od středověku a její obliba trvá dosud.

## Předměty
Vycházkové hole, deštníky, slunečníky, vějíře, rukavice, kabelky, tašky, opasky, šály, šátky, kapesníky,  tabatěrky, pudřenky, flakóny na parfémy, dózičky, šatlény, hodinky, neceséry a jiná pouzdra na cestovní či toaletní potřeby, apod.

## Význam slova
Pojem galanterie má široký význam, zahrnuje: 
- šperky, cetky a potřeby společenského vystupování
- textilní galanterii v dvojím slova smyslu
  - hotové předměty a oděvní doplňky  prezentované svým nositelem: pokrývky hlavy, paruky, vějíře, kapesníky, atd.
  - pomůcky a doplňky pro odívání, šití, pletení, žehlení, pro drobné opravy textilií a další domácí práce, patří sem tedy veškerá posamenterie (prýmky, stuhy), knoflíky, zipy nebo třeba prádlová guma.

V přeneseném významu tohoto slova jde o prodejnu – maloobchodní jednotku, jež obchoduje s takovýmto zbožím, někdy označovanou jako obchod typu „švadlenka“[zdroj⁠?!]).